# Megaerops ecaudatus
Megaerops ecaudatus là một loài động vật có vú trong họ Dơi quạ, bộ Dơi. Loài này được Temminck mô tả năm 1837.